# Károly Szász

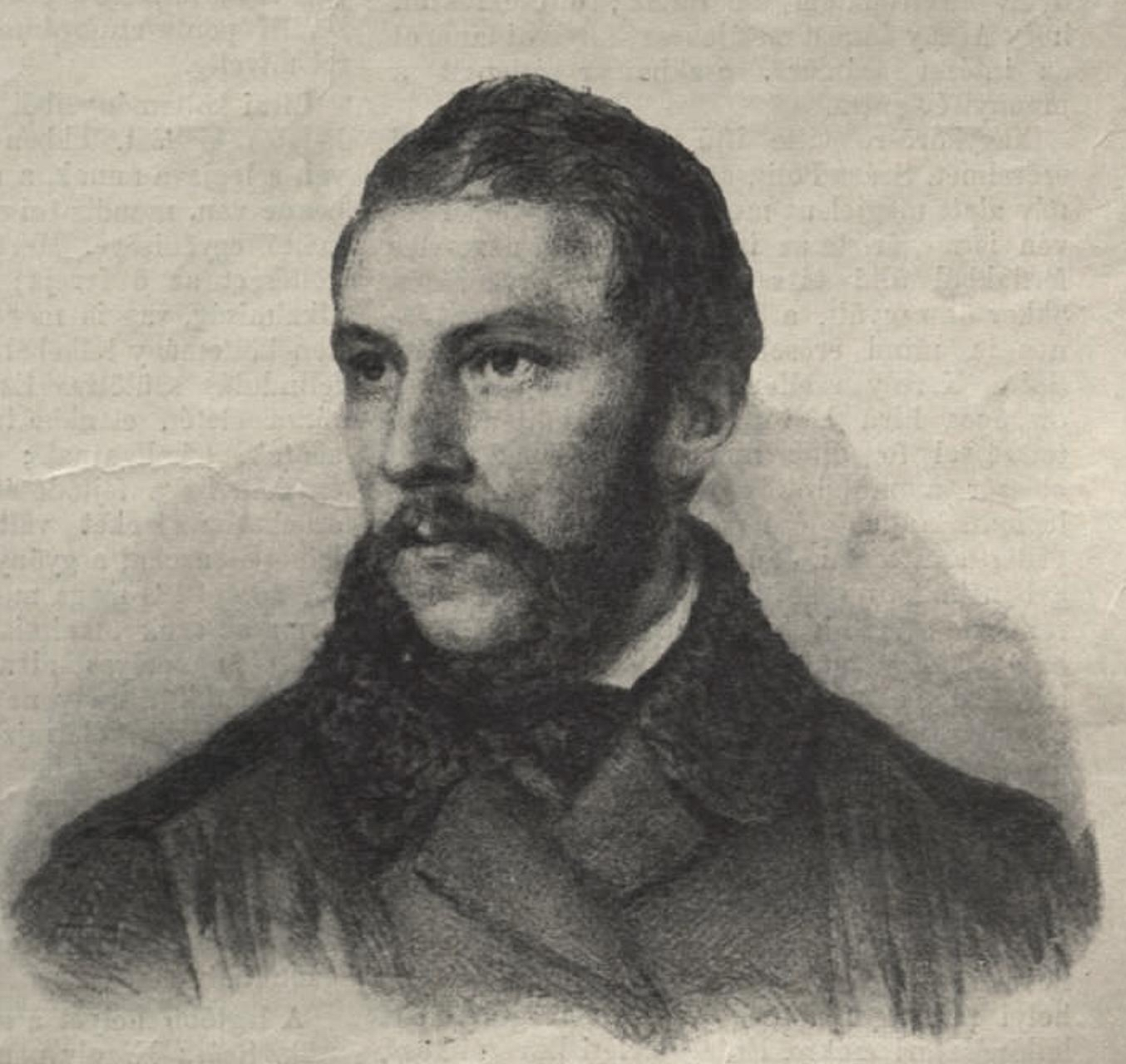
Károly Szász

Károly Szász, född 15 juni 1829 i Nagyenyed, Transsylvanien, död 15 oktober 1905 i Budapest, var en ungersk författare och reformert präst. 
Szász blev 1867 tjänsteman i kultusministeriet, 1876 ministerialråd och 1884 biskop i Budapest: Han publicerade en stor mängd utmärkta översättningar av världslitteraturens förnämsta verk, såsom Nibelungenlied, Dante Alighieri, åtta dramer av William Shakespeare, sju komedier av Molière, lyriska dikter och ballader av bland andra Johann Wolfgang von Goethe, Friedrich Schiller, Robert Burns och lord Byron. Szász utgav även bland annat flera samlingar av egna lyriska och episka (Salamon, 1874) dikter och skådespel (Heródes, 1866).